# Shimazu Tadayoshi (1840-1897)
Pour les articles homonymes, voir Shimazu.
Ne pas confondre avec Shimazu Tadayoshi
Shimazu Tadayoshi (1840-1897) est un nom japonais traditionnel ; le nom de famille (ou le nom d'école), Shimazu, précède donc le prénom (ou le nom d'artiste).
Le prince Shimazu Tadayoshi (島津 忠義, 22 mai 1840-26 décembre 1897) est un daimyo japonais de la fin de l'époque d'Edo, à la tête du domaine de Satsuma en tant que 11e et dernier seigneur. Durant son mandat, une grande partie de la puissance politique de Satsuma est détenue par son père, Shimazu Hisamitsu.

## Source de la traduction
- (en) Cet article est partiellement ou en totalité issu de l’article de Wikipédia en anglais intitulé « Shimazu Tadayoshi (2nd) » (voir la liste des auteurs).